# Erannis reductaria
Erannis reductaria är en fjärilsart som beskrevs av Scholz 1947. Erannis reductaria ingår i släktet Erannis och familjen mätare. Inga underarter finns listade i Catalogue of Life.